# Johann Sithmann
 (juin 2020).

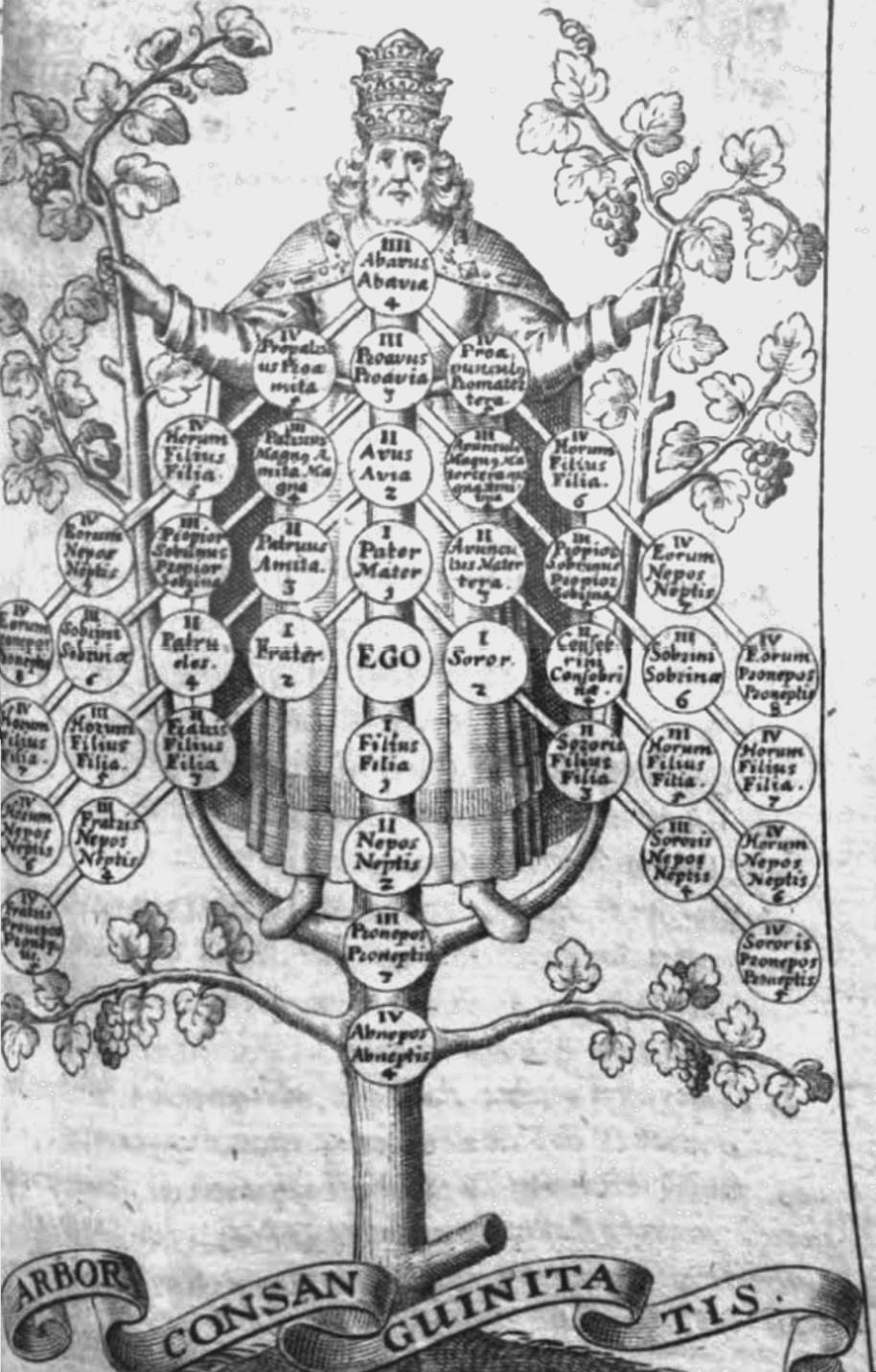
Arbre de consanguinité de Johann Sithmann

Johann Sithmann (né le 3 novembre 1602 à Stettin, mort le 23 octobre 1666) est un juriste allemand.

## Biographie
Sithmann est le fils de l'assesseur et avocat Johannes Sithmann, étudie le droit à l'université de Greifswald (peut-être aussi un temps à l'université de Rostock) et en 1635 obtient un doctorat à Greifswald. Il est d'abord avocat et travaille à partir de 1647 comme professeur au gymnasium d'Alten-Stettin. Son principal domaine d'activité est le droit romain.
Son travail sur le droit de l'église Idea iuris episcopalis moderni est mis dans l’Index librorum prohibitorum en 1661 par la Congrégation pour la doctrine de la foi.